# A.1. Sauce

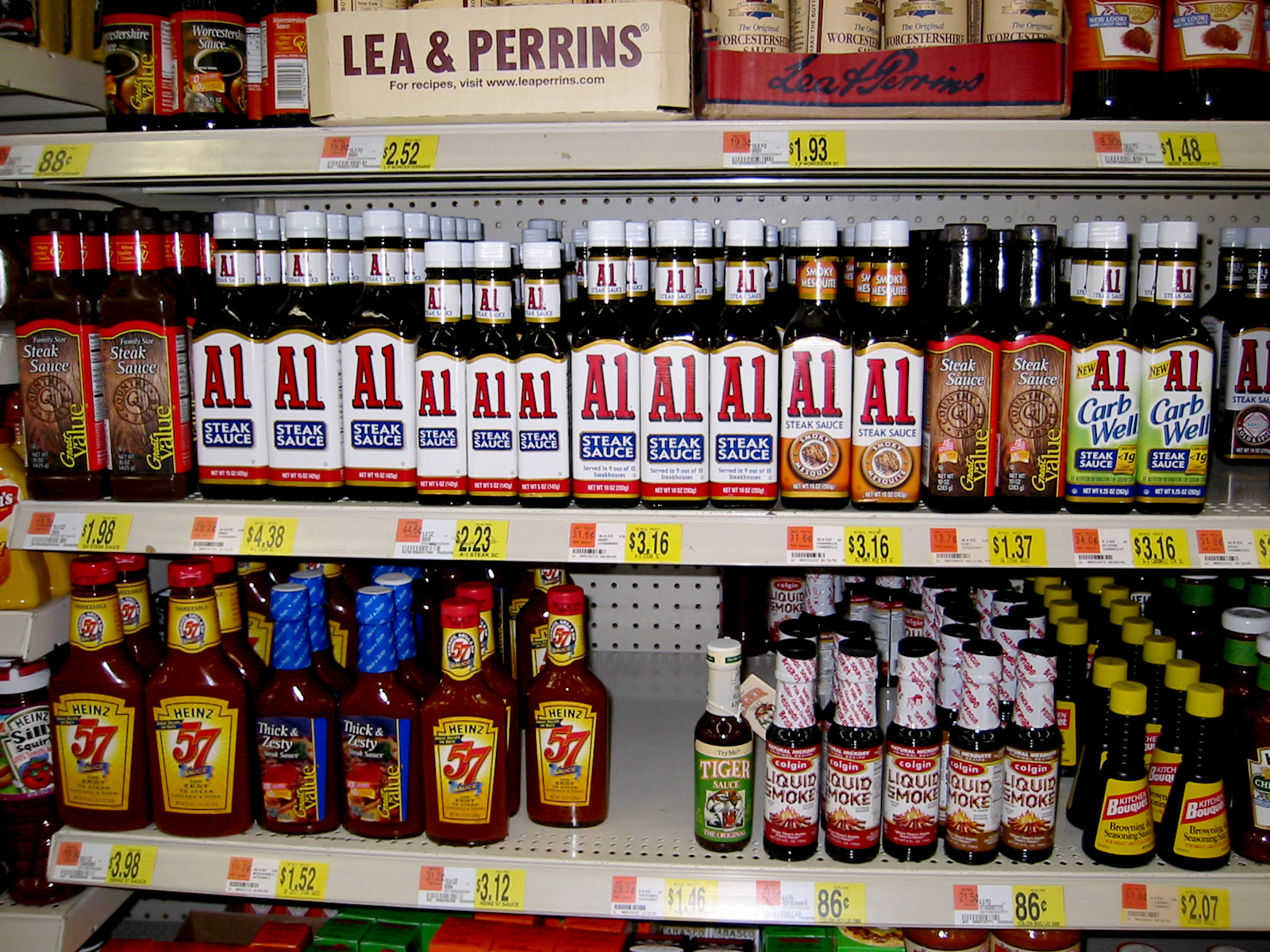
A1 Steaksauce in einer amerikanischen Wal-Mart-Filiale

A1 ist eine vor allem im angelsächsischen Raum verbreitete, industriell hergestellte Würzsauce, die meist für Steaks und Hamburger verwendet wird. Ursprünglich wurde die Sauce im Jahr 1824 von Henderson William Brand, Koch von König Georg IV. von Großbritannien entwickelt.
Erster Vertreiber der Sauce in den Vereinigten Staaten war G.F. Heublein & Brothers. Heutiger Hersteller ist The Kraft Heinz Company.

## Geschichte
Die Sauce hieß ursprünglich A.1. Sauce. In den 1960ern fokussierte sich die Marke auf Steakesser, der Name wurde in A.1. Steak Sauce geändert. Im Mai 2014 wurde der Name wieder in die ursprüngliche Version geändert, um „großen Transformationen“ in den Ernährungsgewohnheiten besser zu entsprechen.

## Zutaten
Tomatenpüree (Wasser, Tomatenmark), destillierter Essig, Maissirup, Salz, Rosinenpaste, Orangenpüree, Gewürze und Kräuter, getrockneter Knoblauch und getrocknete Zwiebeln, Farbstoff: Zuckerkulör (E-150), Konservierungsmittel: Kaliumsorbat (E202), Verdickungsmittel: Xanthan, Selleriesamen.